# Hemma Schmutz

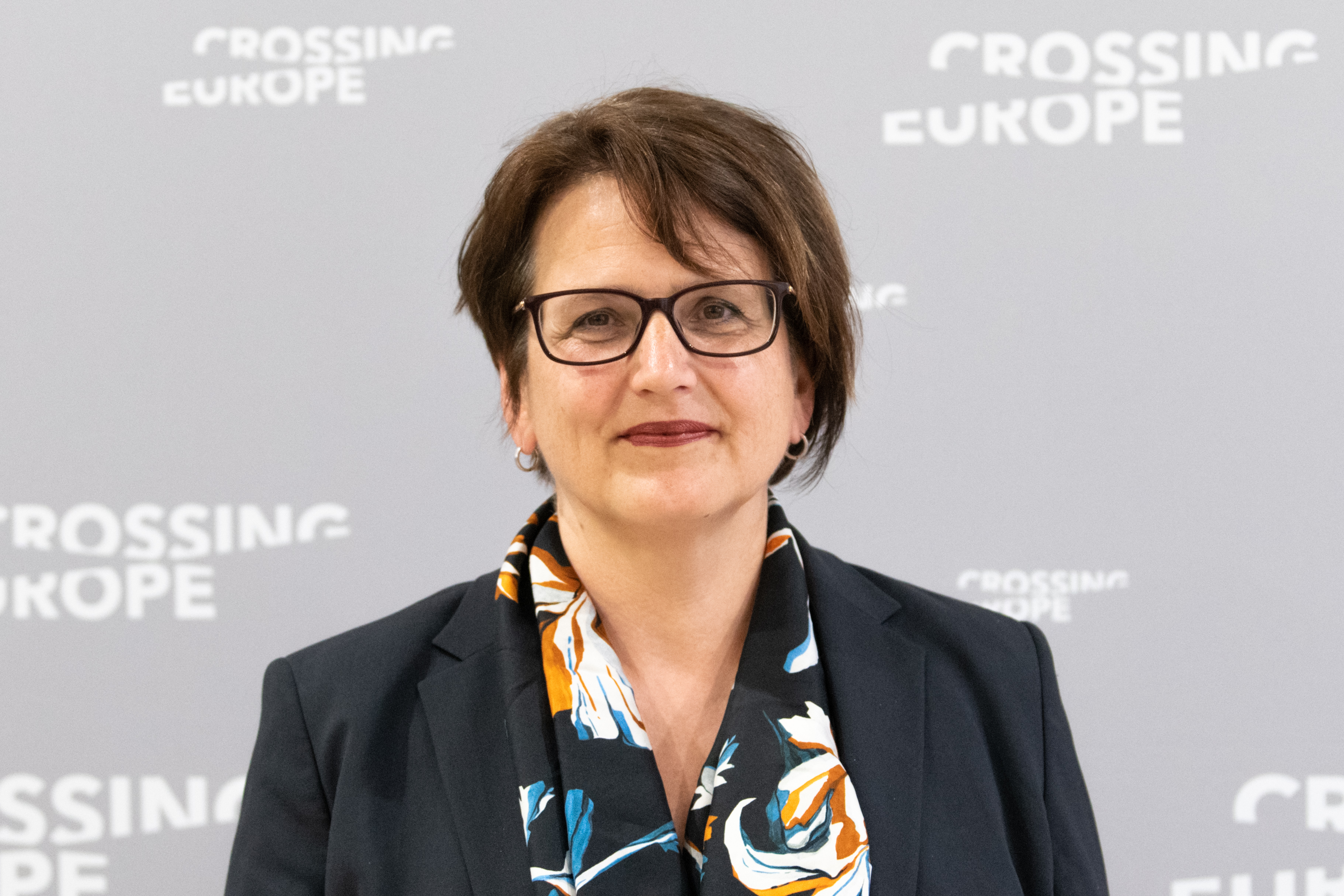
Hemma Schmutz (2022)

Hemma Schmutz (* 1966 in Klagenfurt) ist eine österreichische Kunst- und Kulturmanagerin. Seit Mai 2017 ist sie künstlerische Direktorin des Lentos Kunstmuseums Linz und des Stadtmuseums Nordico.

## Leben
Schmutz verbrachte ihre Kindheit und Jugend in Sankt Georgen am Längsee. Ab 1984 studierte sie Kunstgeschichte und Germanistik an der Universität Wien. Von 1992 bis 1993 war sie stellvertretende Geschäftsführerin der Galerie 5020 in Salzburg und arbeitete von 1994 bis 1997 am Aufbau des Depot. Kunst und Diskussion in Wien mit. Anschließend war sie wissenschaftliche Mitarbeiterin und Kuratorin bei der Generali Foundation in Wien. Von 2005 bis 2013 war Schmutz Direktorin des Salzburger Kunstvereins.
Schmutz lehrte unter anderem am Mozarteum in Salzburg sowie an der Universität für angewandte Kunst Wien und war Beiratsmitglied der Kulturabteilung des Landes Niederösterreich.
Zwischen 2015 und 2017 betreute sie den Kunstraum Lakeside in Klagenfurt. Seit Mai 2017 ist sie künstlerische Direktorin des Lentos Kunstmuseums Linz und des Stadtmuseums Nordico. 2022 wurde ihr Vertrag um fünf Jahre bis 2027 verlängert.
Für die Funktionsperiode 2023 bis 2028 wurde sie Mitglied des Universitätsrates der Universität für angewandte Kunst Wien. 2023 wurde Hemma Schmutz für ihr Engagement für die Kunst mit dem französischen Orden „Ordre des Arts et des Lettres“ ausgezeichnet.

## Ausstellungskataloge (Auswahl)
Herausgeberschaft
- Hemma Schmutz, Andreas Strohhammer: Karl Hauk, Herausgeber Lentos Kunstmuseum Linz, Verlag Bibliothek der Provinz, Weitra 2022, ISBN 978-3-99126-172-8.
- Hemma Schmutz, Brigitte Reutner: PatientInnenkunst, Herausgeber Lentos Kunstmuseum Linz, Verlag Bibliothek der Provinz, Weitra, ISBN 978-3-99028-873-3.